# Kåen Station
Kåen Station (Kåen stasjon eller Kåen holdeplass) var en jernbanestation, der lå i Kåen i Rakkestad kommune på Indre Østfoldbanen (Østre Linje) i Norge.
Stationen blev åbnet som trinbræt i 1928. Betjeningen med persontog ophørte 6. januar 2002, og senere blev stationen helt nedlagt. Den bestod af en kort perron med et rødt læskur. Den lå 75,64 km fra Oslo S.